# 말괄량이의 바이올린

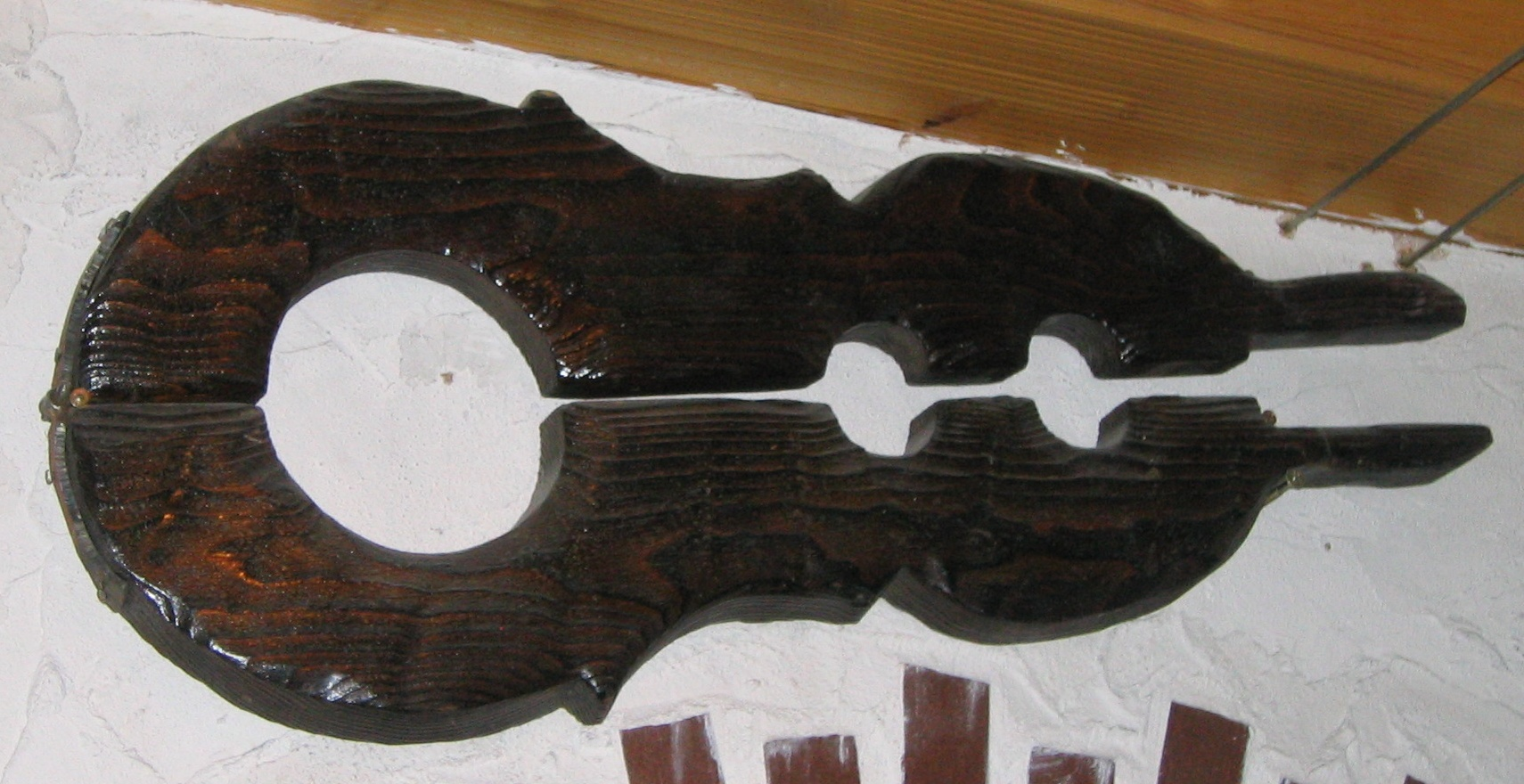
프라이부르크임브라이스가우에 위치한 고문 박물관의 말괄량이 바이올린

말괄량이의 바이올린(shrew's fiddle) 또는 목 바이올린(neck violin)은 경첩이 달린 판자나 쇠막대로 묶인 사람의 앞에 팔을 고정시킨 멍에나 칼, 단단한 쇠 등의 장치이다. 본래 중세에 말다툼을 하거나 싸우다 잡힌 사람을 처벌하는 방법으로 쓰였다.

## 역사
말괄량이의 바이올린은 중세 독일과 오스트리아에서 쓰였으며 "목 비올라", 또는 "목 바이올린"이라는 뜻을 가진 "할스가이게"(독일어: Halsgeige)라고 불렀다. 원래는 두 개의 나무를 짜맞춰 앞부분에 경첩과 자물쇠를 달아 만들었다. 말괄량이의 바이올린은 세 개의 구멍으로 이루어져 있었는데, 하나는 목이 들어가는 큰 구멍이었고, 다른 두 개는 얼굴 앞에 손목을 고정하는 작은 구멍이었다.
이 휴대용 칼에 종을 부착하여 벌을 받는 사람이 다가오고 있음을 마을 사람에게 알리고 조롱이나 모욕을 당하도록 만드는 경우도 있었다. 또 다른 방식으로 두 사람이 서로 얼굴을 맞대고 붙어있는 채 서로 억지로 이야기하게 만드는 "이중 바이올린"도 있었다. 이 이중 바이올린에 묶인 두 사람은 언쟁이 해결되기 전까지 석방되지 않았다.

## 같이 보기
- 조그
- 잔소리꾼의 굴레